# Гей-Ривер (Північно-Західні території)
Гей-Ривер (англ. Hay River, догр. Xátł’odehchee) — містечко в Канаді, у  Північно-Західних територіях.

## Населення
За даними перепису 2016 року, містечко нараховувало 3528 осіб, показавши скорочення на 2,2%, порівняно з 2011-м роком. Середня густина населення становила 26,5 осіб/км².
З офіційних мов обидвома одночасно володіли 305 жителів, тільки англійською — 3 145, а 10 — жодною з них. Усього 370 осіб вважали рідною мовою не одну з офіційних, з них 140 — одну з корінних мов, а 5 — українську.
Працездатне населення становило 72,5% усього населення, рівень безробіття — 8,3% (9,7% серед чоловіків та 7,3% серед жінок). 91% осіб були найманими працівниками, а 7,1% — самозайнятими.
Середній дохід на особу становив $66 725 (медіана $53 431), при цьому для чоловіків — $77 668, а для жінок $55 444 (медіани — $63 211 та $44 745 відповідно).
22,1% мешканців мали закінчену шкільну освіту, не мали закінченої шкільної освіти — 25%, 52,9% мали післяшкільну освіту, з яких 28,8% мали диплом бакалавра, або вищий.
| Статево-вікова структура населення | Статево-вікова структура населення | Статево-вікова структура населення | Статево-вікова структура населення | Статево-вікова структура населення |
| ---------------------------------- | ---------------------------------- | ---------------------------------- | ---------------------------------- | ---------------------------------- |
|                                    |                                    |                                    |                                    |                                    |
| Всього                             | Всього                             | 51,0%49,0%                         |                                    |                                    |
| 0 — 14 років                       | 0 — 14 років                       |                                    | 18,1%                              | 18,1%                              |
| 15 — 64 років                      | 15 — 64 років                      |                                    | 70,8%                              | 70,8%                              |
| 65 і більше                        | 65 і більше                        |                                    | 11%                                | 11%                                |
| 85 і більше                        | 85 і більше                        |                                    | 0,7%                               | 0,7%                               |
| Середній вік (років)               | Середній вік (років)               | 38,038,3                           | 38,2                               | 38,2                               |
| Медіана (років)                    | Медіана (років)                    | 36,938,2                           | 37,8                               | 37,8                               |
| — чоловіки — жінки                 |                                    |                                    |                                    |                                    |

| Походження мешканців:     | Походження мешканців:     | Походження мешканців: | Походження мешканців: | Походження мешканців: |
| ------------------------- | ------------------------- | --------------------- | --------------------- | --------------------- |
| Походження                |                           |                       | осіб                  | %                     |
| Корінні американці        | Корінні американці        |                       | 1 615                 | 46.68%                |
| Інше північноамериканське | Інше північноамериканське |                       | 665                   | 19.22%                |
| Європейське               | Європейське               |                       | 1 745                 | 50.43%                |
| британське                | британське                |                       | 1 090                 | 31.5%                 |
| французьке                | французьке                |                       | 550                   | 15.9%                 |
| українське                | українське                |                       | 145                   | 4.19%                 |
| Латинськоамериканське     | Латинськоамериканське     |                       | 15                    | 0.43%                 |
| Карибське                 | Карибське                 |                       | 15                    | 0.43%                 |
| Африканське               | Африканське               |                       | 30                    | 0.87%                 |
| Азійське                  | Азійське                  |                       | 220                   | 6.36%                 |
| Океанійське               | Океанійське               |                       | 10                    | 0.29%                 |

| Зайнятість населення за галузями (за класифікацією NOC): | Зайнятість населення за галузями (за класифікацією NOC): | Зайнятість населення за галузями (за класифікацією NOC): | Зайнятість населення за галузями (за класифікацією NOC): | Зайнятість населення за галузями (за класифікацією NOC): |
| -------------------------------------------------------- | -------------------------------------------------------- | -------------------------------------------------------- | -------------------------------------------------------- | -------------------------------------------------------- |
|                                                          |                                                          |                                                          |                                                          |                                                          |
| Управління                                               | Управління                                               |                                                          | 13,2%                                                    | 13,2%                                                    |
| Бізнес, фінанси та адміністрування                       | Бізнес, фінанси та адміністрування                       |                                                          | 17%                                                      | 17%                                                      |
| Природничі та прикладні науки                            | Природничі та прикладні науки                            |                                                          | 4,5%                                                     | 4,5%                                                     |
| Охорона здоров'я                                         | Охорона здоров'я                                         |                                                          | 6%                                                       | 6%                                                       |
| Освіта, правозахист, муніципальні та урядові служби      | Освіта, правозахист, муніципальні та урядові служби      |                                                          | 13%                                                      | 13%                                                      |
| Мистецтво, культура, відпочинок та спорт                 | Мистецтво, культура, відпочинок та спорт                 |                                                          | 1,7%                                                     | 1,7%                                                     |
| Роздрібна торгівля та послуги                            | Роздрібна торгівля та послуги                            |                                                          | 19%                                                      | 19%                                                      |
| Гуртова торгівля, транспорт та обладнання                | Гуртова торгівля, транспорт та обладнання                |                                                          | 21,2%                                                    | 21,2%                                                    |
| Природні ресурси, сільське господарство                  | Природні ресурси, сільське господарство                  |                                                          | 3,2%                                                     | 3,2%                                                     |
| Виробництво                                              | Виробництво                                              |                                                          | 1,2%                                                     | 1,2%                                                     |

## Клімат
Містечко знаходиться у зоні, котра характеризується континентальним субарктичним кліматом. Найтепліший місяць — липень із середньою температурою 16.1 °C (61 °F). Найхолодніший місяць — січень, із середньою температурою -21.8 °С (-7.2 °F).
| Клімат Гей-Ривера       | Клімат Гей-Ривера | Клімат Гей-Ривера | Клімат Гей-Ривера | Клімат Гей-Ривера | Клімат Гей-Ривера | Клімат Гей-Ривера | Клімат Гей-Ривера | Клімат Гей-Ривера | Клімат Гей-Ривера | Клімат Гей-Ривера | Клімат Гей-Ривера | Клімат Гей-Ривера | Клімат Гей-Ривера |
| Показник                | Січ.              | Лют.              | Бер.              | Квіт.             | Трав.             | Черв.             | Лип.              | Серп.             | Вер.              | Жовт.             | Лист.             | Груд.             | Рік               |
| Абсолютний максимум, °C | 10,7              | 13,9              | 15,6              | 26                | 33,3              | 34                | 35                | 36,7              | 30                | 25,4              | 15                | 12,2              | 36,7              |
| Середній максимум, °C   | −17,3             | −14,2             | −7,8              | 2,9               | 10,7              | 18                | 21,2              | 19,6              | 13,2              | 4,1               | −7,7              | −14,4             | 2,4               |
| Середня температура, °C | −21,8             | −19,6             | −13,8             | −2,7              | 5,4               | 12,5              | 16,1              | 14,6              | 8,7               | 0,5               | −11,6             | −18,8             | −2,5              |
| Середній мінімум, °C    | −26,2             | −24,9             | −19,8             | −8,1              | 0                 | 7                 | 10,9              | 9,5               | 4,1               | −3,2              | −15,4             | −23,1             | −7,4              |
| Абсолютний мінімум, °C  | −47,8             | −48,3             | −44,4             | −38,9             | −20,5             | −5,6              | 0,7               | −1,1              | −11,7             | −24,3             | −40,8             | −47,2             | −48,3             |
| Норма опадів, мм        | 16.4              | 14.3              | 14.4              | 12.6              | 23.3              | 31.9              | 43                | 58.7              | 44.6              | 35.7              | 24.8              | 16.8              | 336.4             |
| Днів з опадами          | 12                | 9,4               | 8,5               | 5,6               | 8,4               | 8,6               | 9,5               | 11                | 11,4              | 13,1              | 14                | 12,1              | 123,6             |
| Днів з дощем            | 0,1               | 0,2               | 0,2               | 2                 | 6,7               | 8,8               | 9,9               | 11,3              | 11,9              | 6,2               | 1                 | 0,6               | 58,9              |
| Днів зі снігом          | 12                | 9,4               | 8,5               | 4,2               | 1,9               | 0,1               | 0                 | 0                 | 0,9               | 8,5               | 13,8              | 12,1              | 71,4              |
| Вологість повітря, %    | 79                | 75                | 73                | 72                | 70                | 71                | 71                | 72                | 77                | 77                | 81                | 80                | 75                |
| ----------------------- | ----------------- | ----------------- | ----------------- | ----------------- | ----------------- | ----------------- | ----------------- | ----------------- | ----------------- | ----------------- | ----------------- | ----------------- | ----------------- |
| Джерело: Weatherbase    |                   |                   |                   |                   |                   |                   |                   |                   |                   |                   |                   |                   |                   |